# Coup d'État de 1984 en Guinée
Le coup d'État guinéen de 1984 est le coup d'État militaire sans effusion de sang qui a eu lieu en république de Guinée le 3 avril 1984, dirigé par le colonel Lansana Conté. Cela a conduit à la destitution du Premier ministre Louis Lansana Béavogui, qui occupait le poste depuis 1972 et occupait le poste de président par intérim depuis mars, lorsque le président de longue date Ahmed Sékou Touré est décédé lors d'une opération cardiaque d'urgence à la Cleveland Clinic aux États-Unis,.

## Le coup d'État

Le président Ahmed Sékou Touré à l ' Andrews AFB dans le Maryland, arrivant pour une visite d'État aux États-Unis le 29 juin 1982, vingt-trois mois avant sa mort et le coup d'État de 1984.

L'armée a fait grève quelques heures seulement avant que le bureau politique du Parti démocratique de Guinée (PDG), le seul parti légalement autorisé dans le pays, ne choisisse un nouveau chef. Le président par intérim Béavogui devait gagner. En vertu de la Constitution, le chef du PDG aurait été automatiquement élu pour un mandat de sept ans à la présidence et aurait été confirmé dans ses fonctions par référendum.
Le colonel Conté a suspendu la constitution et dissous le PDG, l'Assemblée nationale et toutes les organisations de masse. Le Comité militaire de redressement national (CMNR) a été créé en tant que junte au pouvoir. Il a ordonné la libération des prisonniers politiques détenus au Camp Boiro, un camp de concentration dans la capitale Conakry. Conté a été nommé nouveau président le 5 avril.

## Conséquences
Finalement, une lutte de pouvoir s'est développée entre Conté et un autre membre du CMNR, le lieutenant-colonel Diarra Traoré qui a brièvement servi comme Premier ministre en d'avril en décembre 1984, ce dernier étant exécuté à la suite d'une tentative de coup d'État ratée en juillet 1985,. Conté a profité de la tentative de coup d'État pour exécuter plusieurs des proches collaborateurs d'Ahmed Sékou Touré, dont son demi-frère Ismaël Touré (ancien procureur général du Camp Boiro), Mamadi Keïta, Siaka Touré (ancien commandant du Camp Boiro), Moussa Diakité et Abdoulaye Touré (ancien ministre des Affaires étrangères ) .
Conté est resté au pouvoir jusqu'à sa mort le 22 décembre 2008,, qui a été presque immédiatement suivie d'un autre coup d'État, dirigé par le capitaine Moussa Dadis Camara,.